# ایستگاه بوردو-سن-ژان
ایستگاه بوردو-سن-ژان (اکسیتان: Bordèu Sent Joan) ایستگاه اصلی قطار در بوردو، فرانسه است.
این ایستگاه که در سال ۱۸۵۵ تأسیس شده ایستگاه پایانی جنوبی خط راه‌آهن پاریس-بوردو است سالانه به ۱۱٫۵ میلیون مسافر خدمات‌دهی میکند.

## نگارخانه

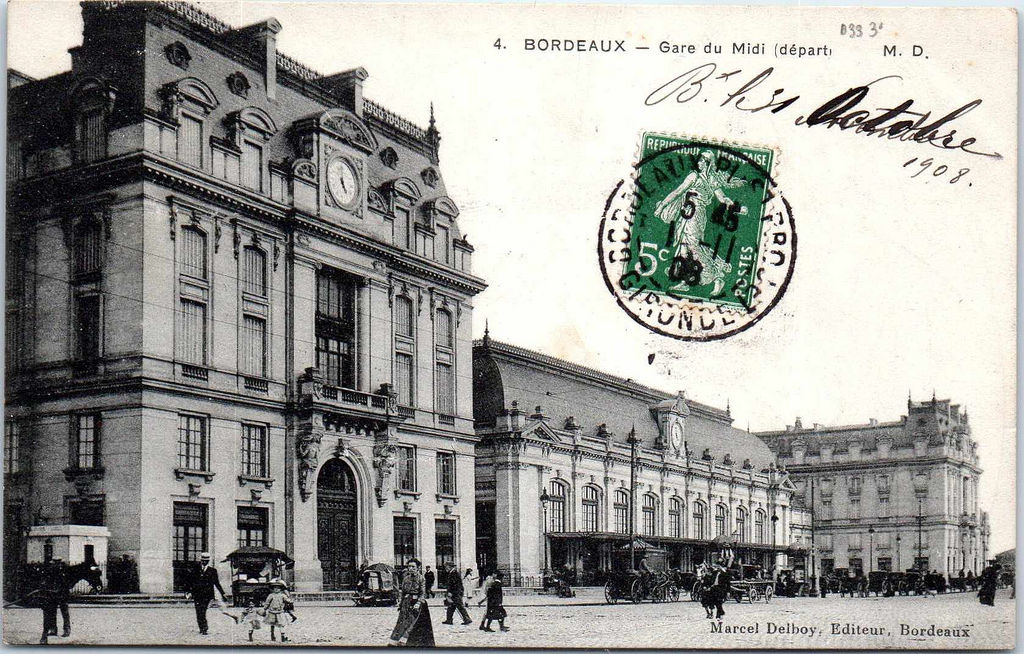
۱۹۰۸
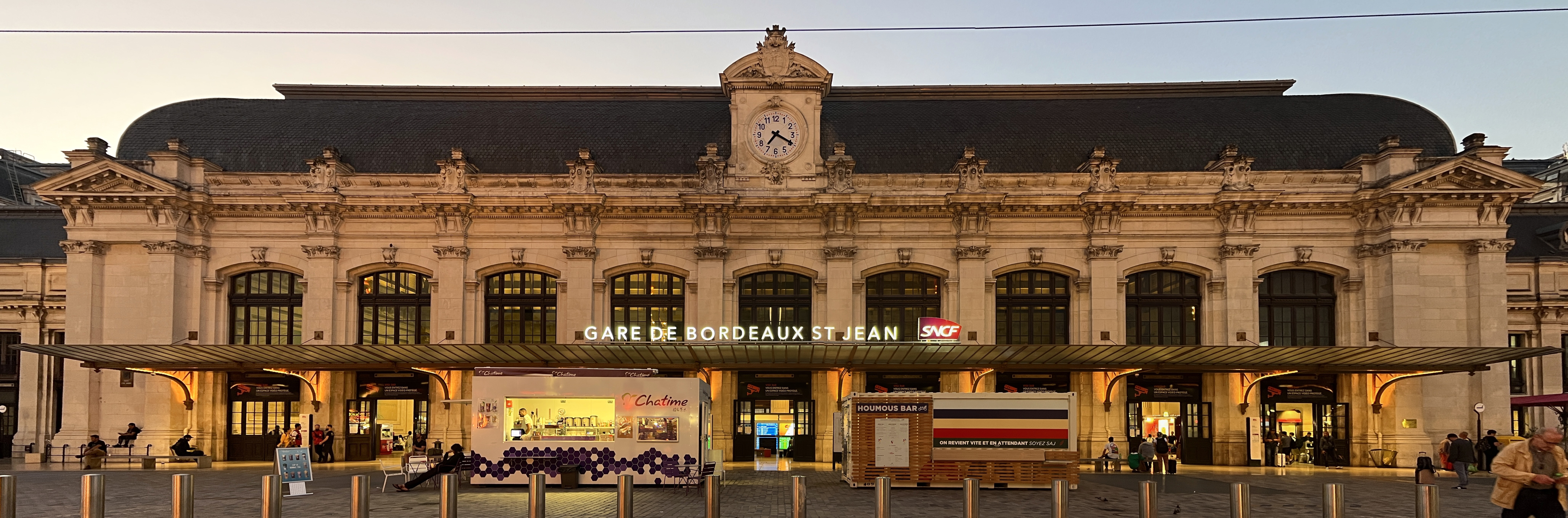
نمای بیرونی ایستگاه
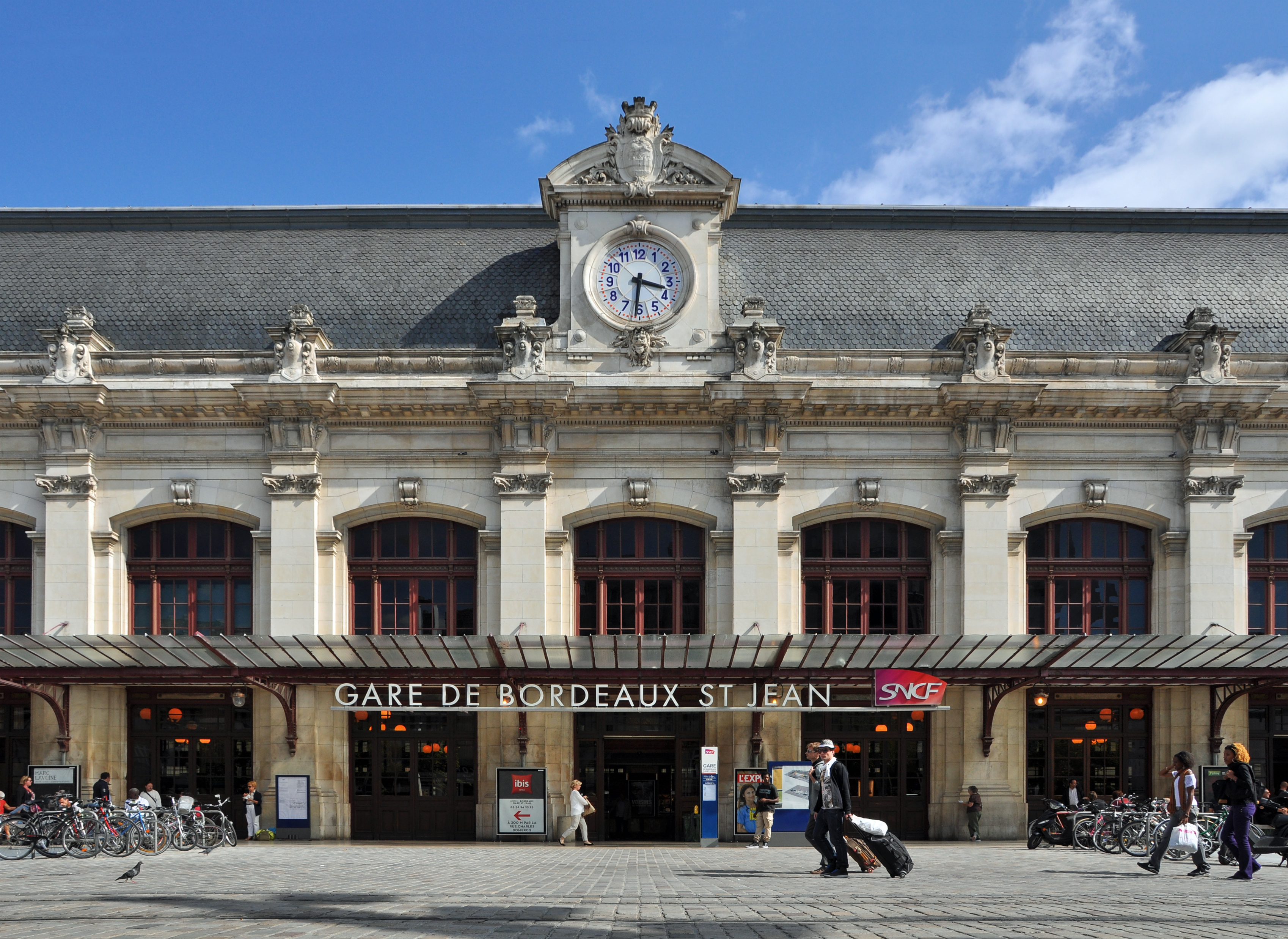
ورودی ایستگاه
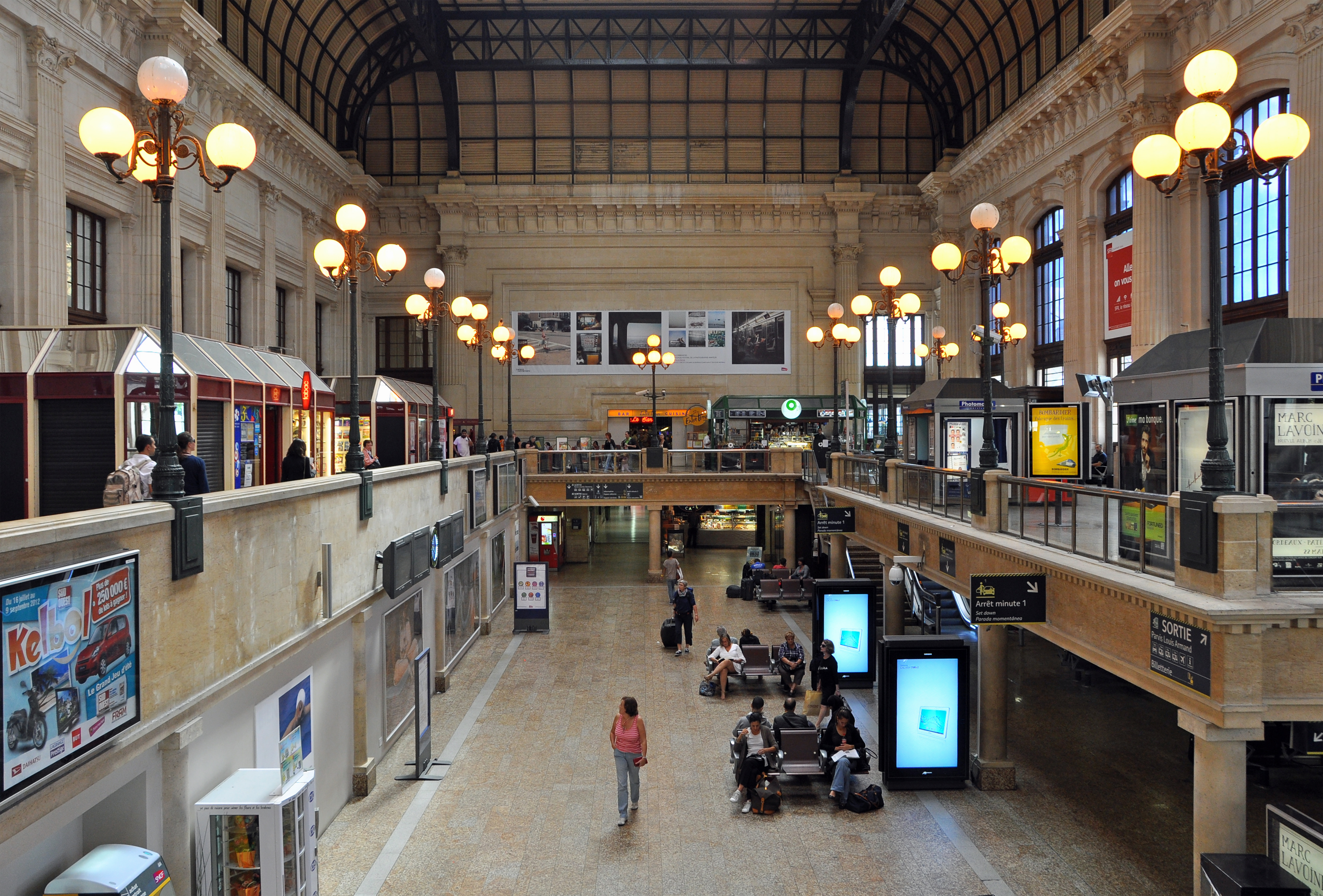
داخل ایستگاه
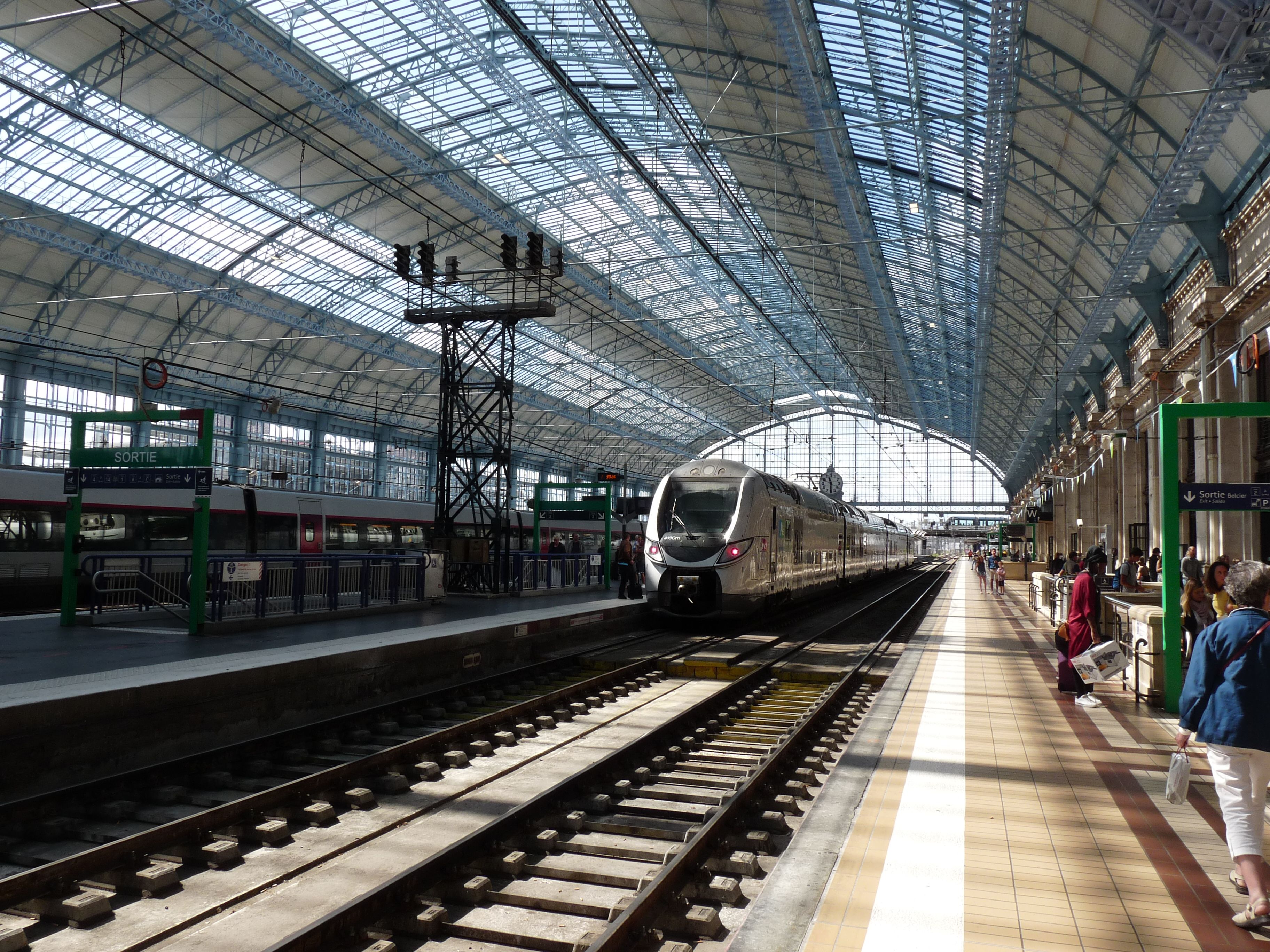
سکو ایستگاه
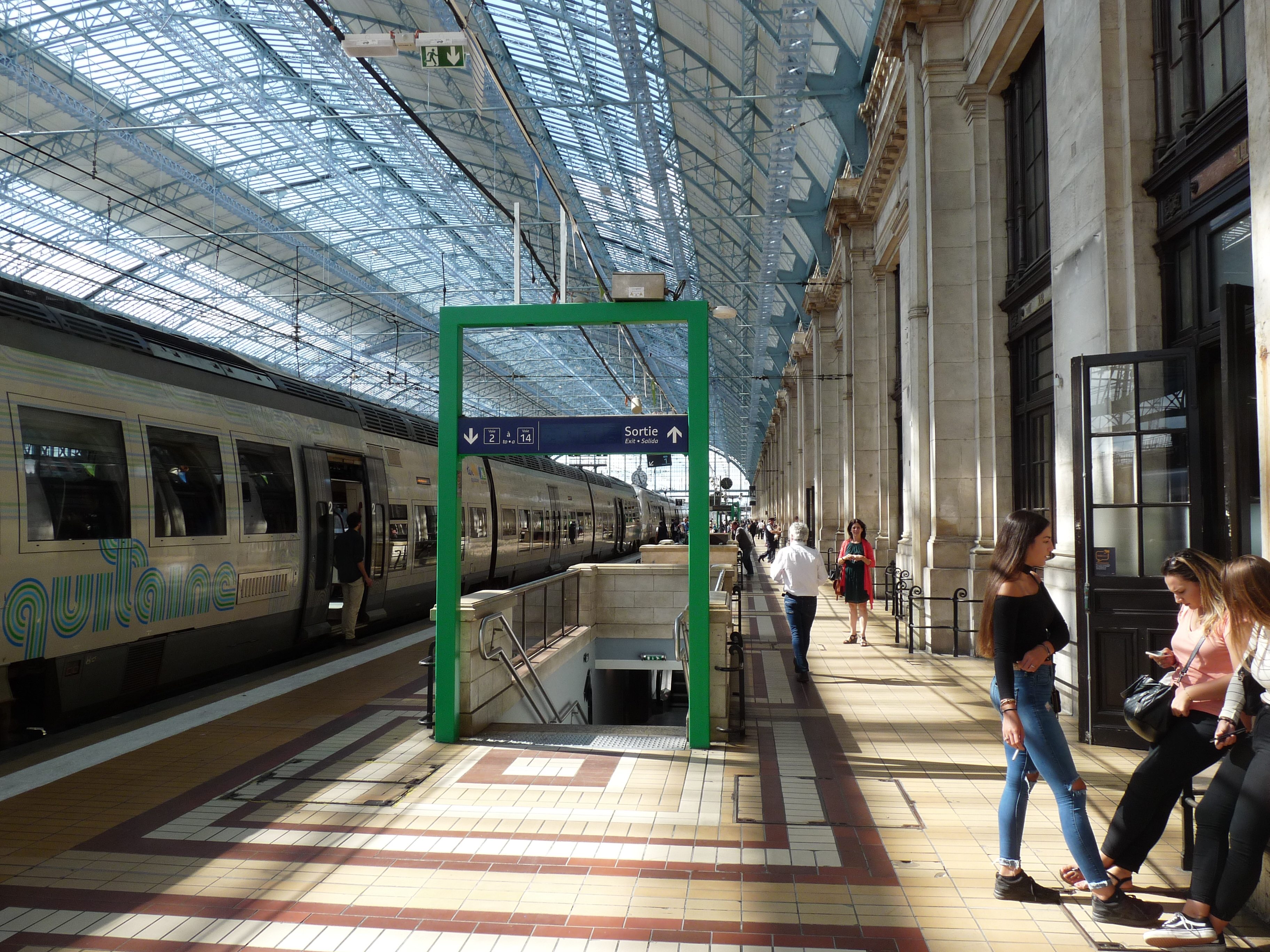
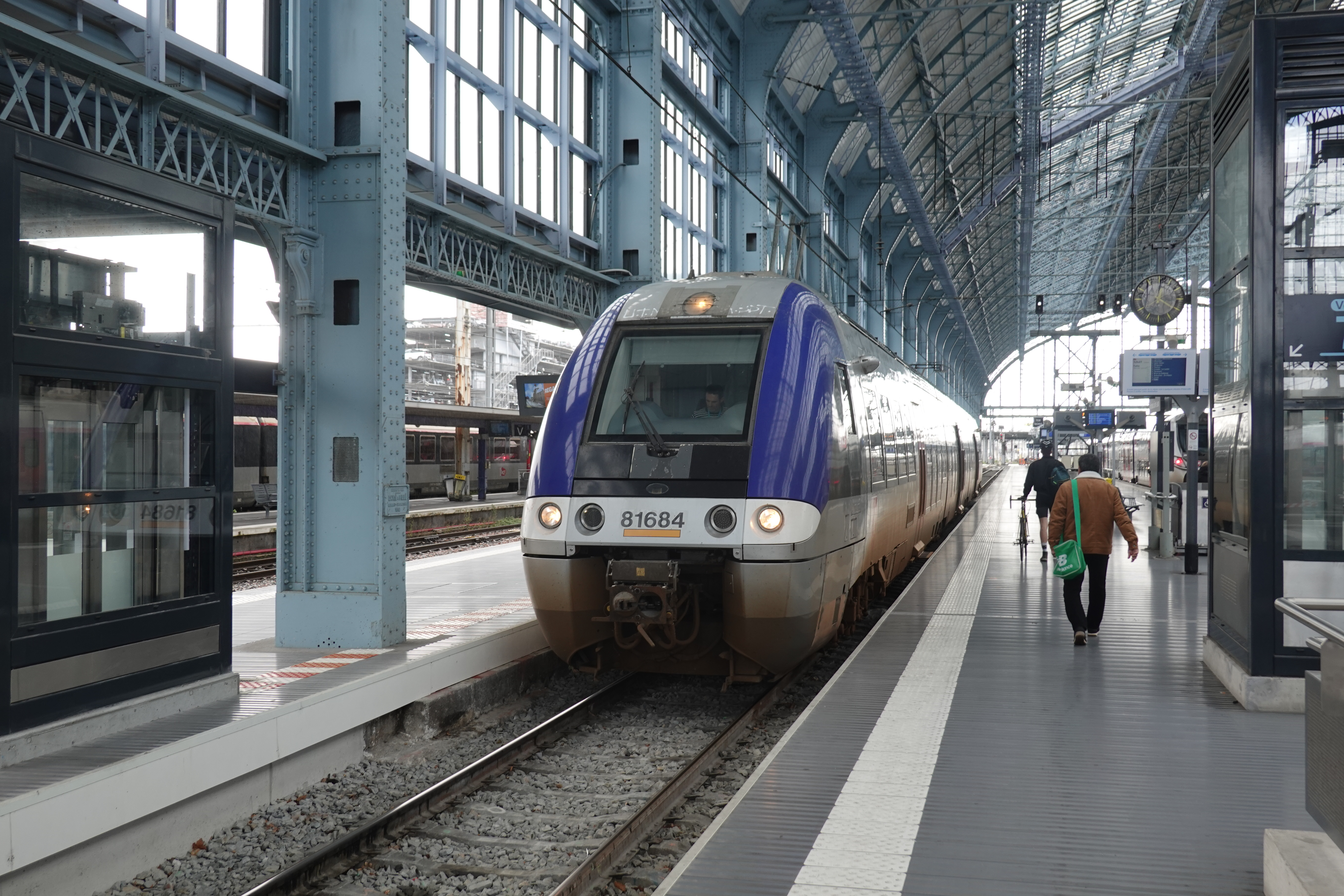
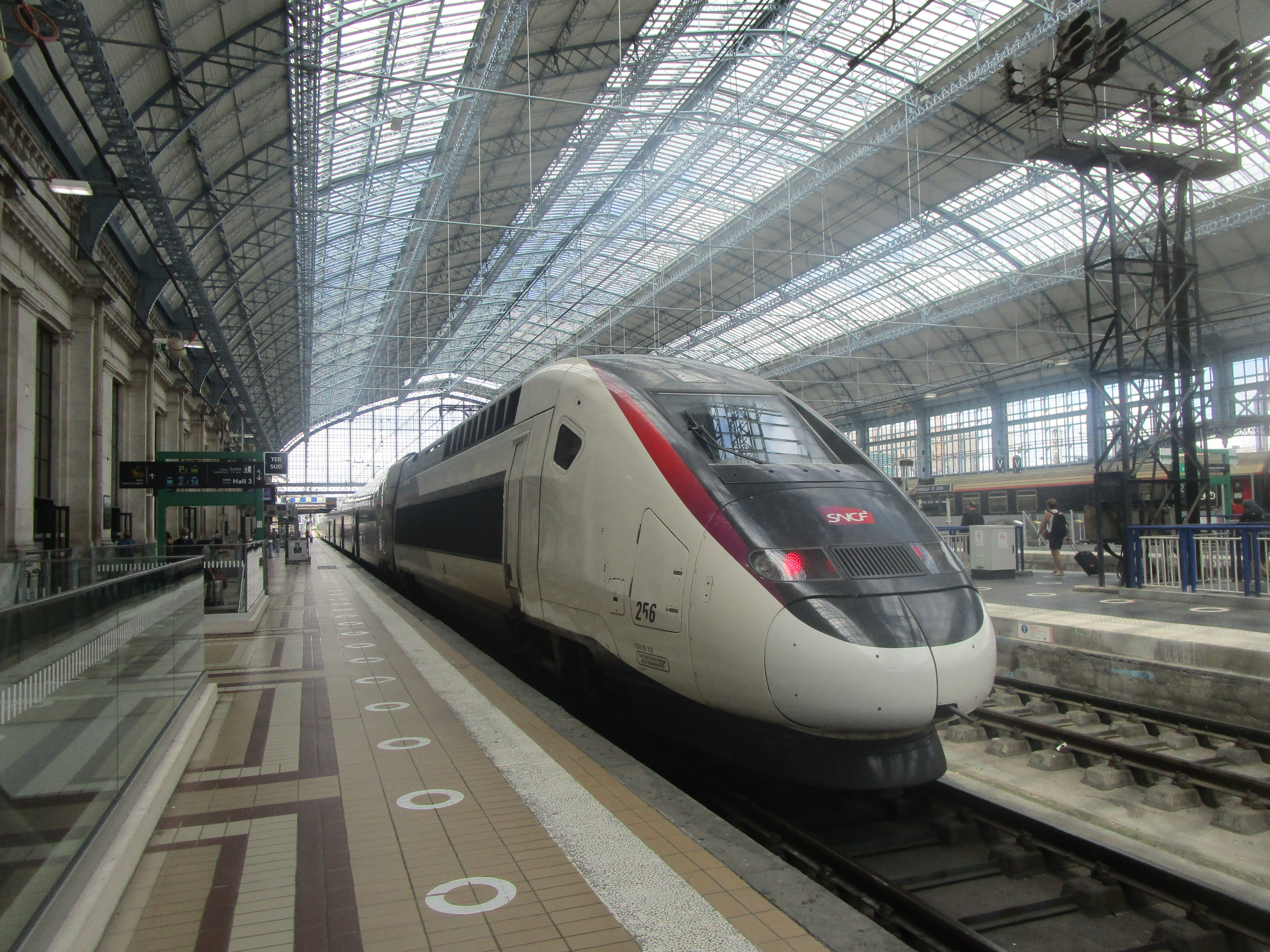
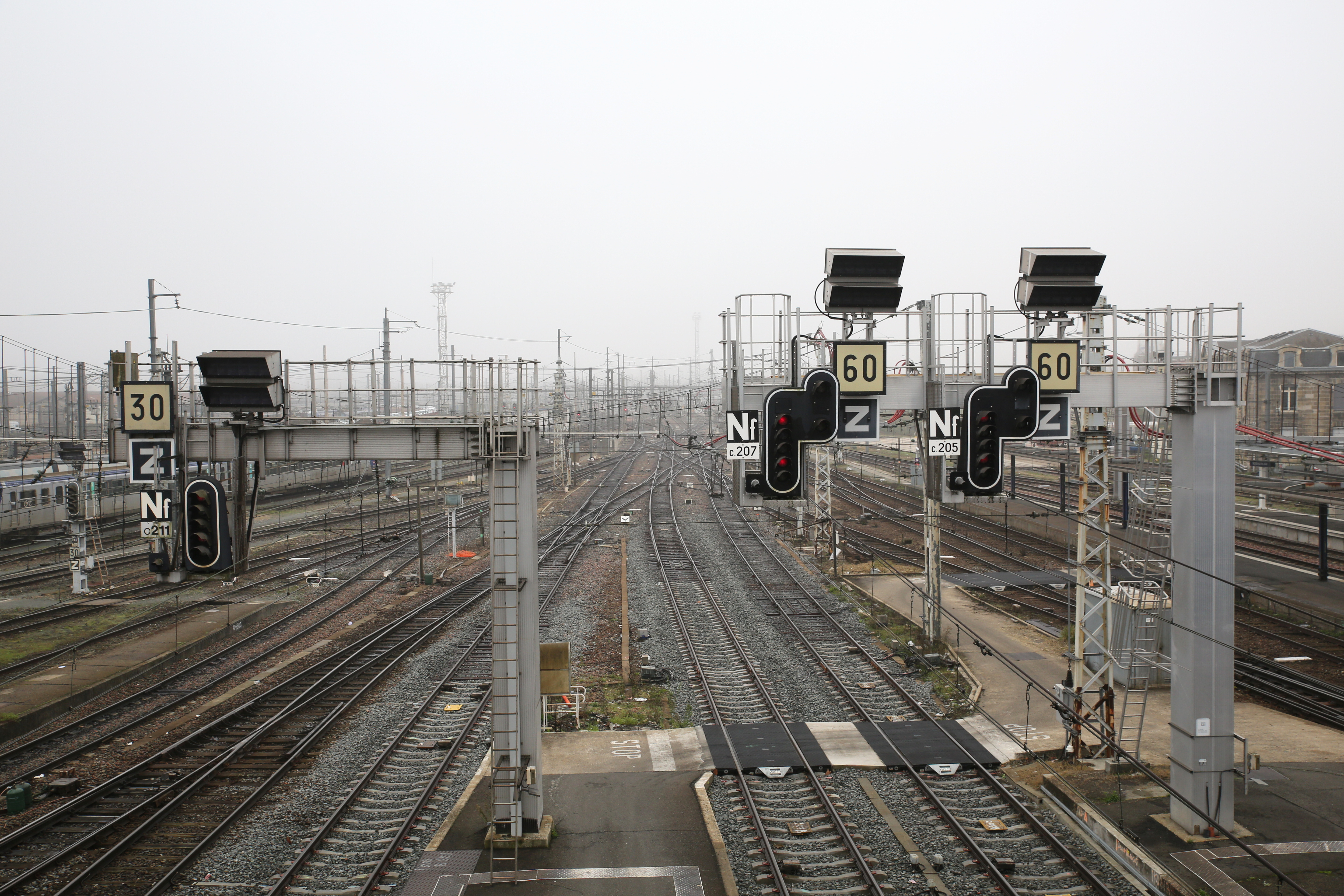